# Mariveles
Mariveles is een gemeente in de Filipijnse provincie Bataan op het eiland Luzon. Bij de laatste census in 2007 had de gemeente bijna 103 duizend inwoners.

## Geografie

### Bestuurlijke indeling
Mariveles is onderverdeeld in de volgende 18 barangays:
| - Alas-asin - Alion - Balon-Anito - Batangas II - Baseco Country - Biaan - Cabcaben - Camaya - Lucanin | - Poblacion - San Carlos - San Isidro - Sisiman - Ipag - Malaya - Maligaya - Mt. View - Townsite |

## Demografie
Mariveles had bij de census van 2007 een inwoneraantal van 102.844 mensen. Dit zijn 17.065 mensen (19,9%) meer dan bij de vorige census van 2000. De gemiddelde jaarlijkse groei komt daarmee uit op 2,53%, hetgeen hoger is dan het landelijk jaarlijks gemiddelde over deze periode (2,04%). Vergeleken met de census van 1995 is het aantal mensen met 26.218 (34,2%) toegenomen.

De bevolkingsdichtheid van Mariveles was ten tijde van de laatste census, met 102.844 inwoners op 153,9 km², 497,9 mensen per km².